# Numéro ENI

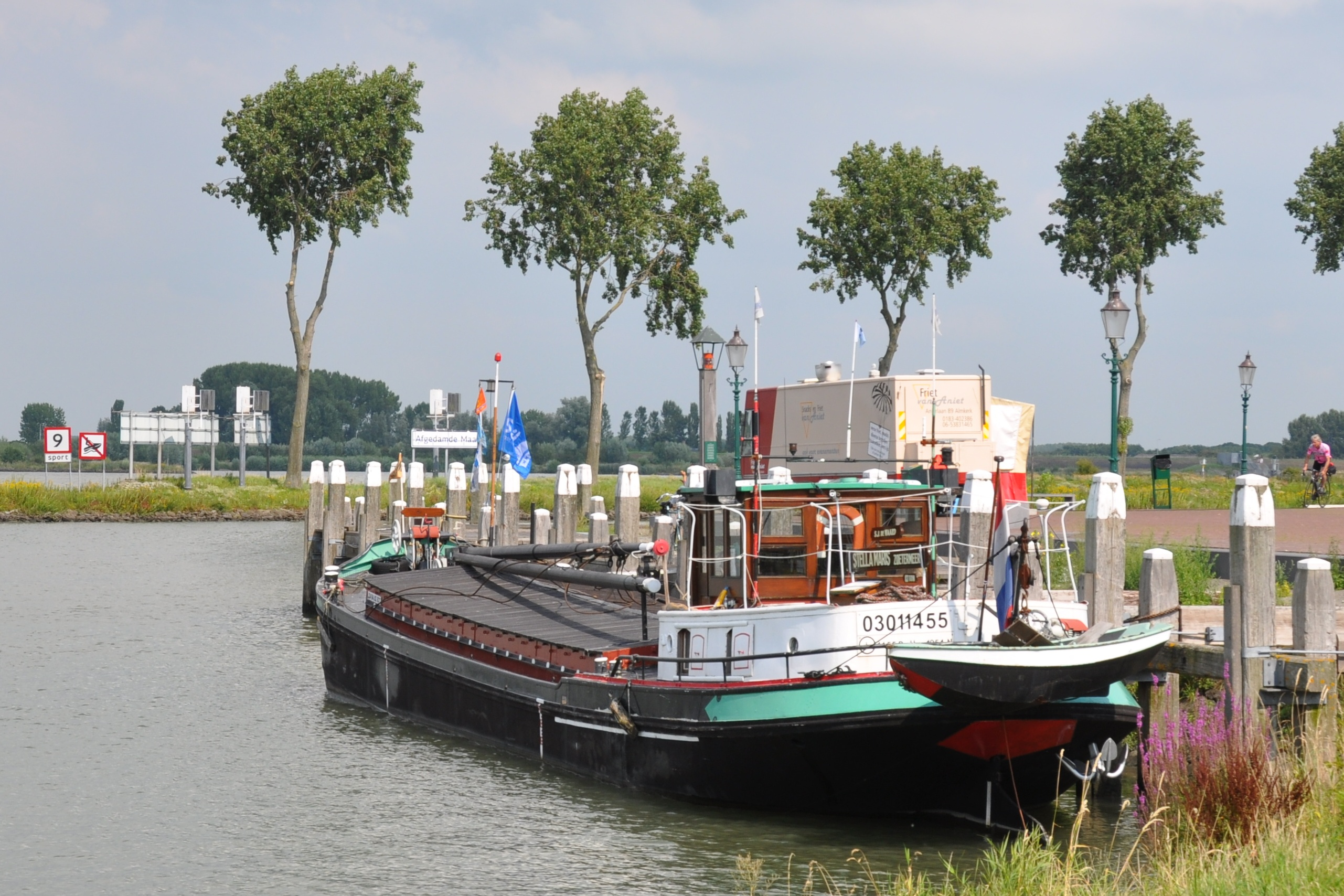
La péniche néerlandaise Stella Maris affiche son numéro ENI sur son château arrière.

Le numéro ENI, pour European Number of Identification (« Numéro Européen d’Identification ») ou European Vessel Identification Number (« Numéro Européen d’Identification de navire »), est un numéro d’immatriculation pour les navires aptes à la navigation dans les eaux intérieures européennes. Il s’agit d’un numéro unique à huit chiffres, qui est attaché à une coque pour toute sa durée de vie, indépendamment de son nom ou de son pavillon.
Le numéro ENI a été présenté par le comité du transport fluvial de la commission économique pour l'Europe des Nations unies lors de sa réunion du 11 au 13 octobre 2006 à Genève. Il se base sur le système de la Commission centrale pour la navigation du Rhin, précédemment utilisé pour les navires naviguant sur le Rhin, et est comparable au numéro IMO.

## Format
Le numéro ENI est constitué de huit chiffres. Les trois premiers identifient l’autorité compétente pour l’assignation du  numéro (voir la liste de préfixes ci-dessous) ; et les cinq numéros suivants sont un numéro de série.
Les navires qui disposaient d’un numéro d’immatriculation du système du Rhin ont reçu un numéro ENI commençant par 0, suivi des sept chiffres de leur numéro d’immatriculation du Rhin. Un bateau ayant un numéro IMO ne peut recevoir de numéro ENI que s’il a été certifié pour la navigation intérieure. Dans ce cas, son numéro ENI commencera par 9, suivi des sept chiffres de son numéro IMO.
Le numéro ENI est diffusé par les transpondeurs AIS

## Critères d’attribution
Tous les bateaux européens naviguant sur les eaux intérieures ne sont pas forcés d’avoir un numéro ENI. Au 1er avril 2007, un navire ne doit se voir attribuer un numéro ENI que s’il navigue en eaux intérieures et correspond à l’un des critères suivants :
- s’il est d’une longueur supérieure à 20 m ;
- s’il est d’un volume supérieur à 100 m3 ;
- s’il s’agit d’un remorqueur ou d’un pousseur opérant avec des embarcations qualifiées ;
- s’il s’agit d’un navire à passagers ;
- s’il s’agit d’une installation flottante fixe.

Les bateaux disposant d’un numéro ENI doivent l’afficher sur les côtés et à la poupe.

## Liste de préfixes
| Codes nationaux | Codes nationaux | Codes nationaux |
| --- | --- | --- |
| - 001 – 019 France - 020 – 039 Pays-Bas - 040 – 059 Allemagne - 060 – 069 Belgique - 070 – 079 Suisse - 080 – 099 Réservé aux bateaux de pays n’étant pas partie à la convention de Mannheim, et aux bateaux disposant d’une immatriculation dans le système du Rhin décernée avant le 1er avril 2007. - 100 – 119 Norvège - 120 – 139 Danemark - 140 – 159 Royaume-Uni - 160 – 169 Islande - 170 – 179 Irlande - 180 – 189 Portugal - 190 – 199 Réservé - 200 – 219 Luxembourg - 220 – 239 Finlande - 240 – 259 Pologne - 260 – 269 Estonie - 270 – 279 Lituanie - 280 – 289 Lettonie - 290 – 299 Réservé - 300 – 309 Autriche | - 310 – 319 Liechtenstein - 320 – 329 Tchéquie - 330 – 339 Slovaquie - 340 – 349 Réservé - 350 – 359 Croatie - 360 – 369 Serbie - 370 – 379 Bosnie-Herzégovine - 380 – 399 Hongrie - 400 – 419 Russie - 420 – 439 Ukraine - 440 – 449 Biélorussie - 450 – 459 Moldavie - 460 – 469 Roumanie - 470 – 479 Bulgarie - 480 – 489 Géorgie - 490 – 499 Réservé - 500 – 519 Turquie - 520 – 539 Grèce - 540 – 549 Chypre - 550 – 559 Albanie - 560 – 569 Macédoine du Nord - 570 – 579 Slovénie | - 580 – 589 Monténégro - 590 – 599 Réservé - 600 – 619 Italie - 620 – 639 Espagne - 640 – 649 Andorre - 650 – 659 Malte - 660 – 669 Monaco - 670 – 679 Saint-Marin - 680 – 699 Réservé - 700 – 719 Suède - 720 – 739 Canada - 740 – 759 États-Unis - 760 – 769 Israël - 770 – 799 Réservé - 800 – 809 Azerbaïdjan - 810 – 819 Kazakhstan - 820 – 829 Kirghizistan - 830 – 839 Tadjikistan - 840 – 849 Turkménistan - 850 – 859 Ouzbékistan - 860 – 869 Iran - 870 – 999 Réservé |